# اچ‌ام‌ای‌اس استراهان
اچ‌ام‌ای‌اس استراهان (به انگلیسی: HMAS Strahan) یک کشتی بود که طول آن ۱۸۶ فوت ۲ اینچ (۵۶٫۷۴ متر) بود. این کشتی در سال ۱۹۴۳ ساخته شد.